# Доповідач
Доповідач – особа, призначена організацією для доповіді про хід її засідань.
Наприклад, Дік Марті був призначений доповідачем Парламентської асамблеї Ради Європи з розслідування екстраординарної видачі ЦРУ.

## Доповідач Європейського парламенту
Доповідач відіграє визначну роль у законодавчому процесі Європейського парламенту (ЄП). Вони є членами Європейського парламенту (ЄП), відповідальними за обробку законодавчої пропозиції – як процедурної, так і щодо її змісту – від імені Європейської комісії, Ради Європейської Унії або ЄП. На основі відповідної пропозиції відповідні комітети Європейського парламенту призначають доповідача, якому доручено розробити законодавчу рекомендацію для голосування в ЄП. Таким чином, доповідач має значний вплив на процес, що веде до прийняття законодавства ЄУ.
Їх ключові функції:
- Проаналізуйте пропозицію та на основі цього складіть звіт ЄП за власною ініціативою
- Провести обговорення у профільному комітеті
- Проконсультуйтеся зі сторонніми фахівцями та постраждалими сторонами
- Рекомендуйте політичну лінію, якої слід дотримуватися
- Представити звіт на пленарному засіданні ЄП
- За потреби вести переговори з Європейською комісією чи Радою Європейської Унії.[3]

## Тіньовий доповідач Європейського парламенту
Політичні групи в комітеті, який відповідає за розробку законодавчої рекомендації, можуть призначити тіньового доповідача для представлення їхніх точок зору.